# Майк Ньюелл
Майк Ньюелл (англ. Mike Newell; нар. 28 березня 1942) — англійський режисер і продюсер кіно і телебачення. Він отримав премію BAFTA за найкращу режисуру за фільм «Чотири весілля і похорон», який також отримав премію BAFTA за найкращий фільм, а також зняв фільми «Донні Браско» та «Гаррі Поттер і келих вогню».